# Cryptoriana – The Seductiveness of Decay
Albums de Cradle of Filth
Hammer of the Witches
(2015)
Cryptoriana – The Seductiveness of Decay est le douzième album du groupe britannique de metal extrême Cradle of Filth. Il est publié le 22 septembre 2017 par Nuclear Blast Records.

## Sortie
Le premier single promotionnel de l'album, Heartbreak and Séance, sort le 11 juillet 2017 avec un clip vidéo.
Le second single, You Will Know the Lion by His Claw, sort le 8 août 2017 avec une lyric video.
Le troisième single, Achingly Beautiful, est publié le 15 septembre 2017 avec une lyric video. Dani Filth, prête à ce titre une « ambiance de Cradle très old school ».

## Liste des pistes
| 1.    | Exquisite Torments Await           | 2:15 |
| 2.    | Heartbreak and Séance              | 6:24 |
| 3.    | Achingly Beautiful                 | 7:02 |
| 4.    | Wester Vespertine                  | 7:24 |
| 5.    | The Seductiveness of Decay         | 7:38 |
| 6.    | Vengeful Spirit                    | 6:00 |
| 7.    | You Will Know the Lion by His Claw | 7:22 |
| 8.    | Death and the Maiden               | 8:48 |
| 52:53 |                                    |      |

| Version digipack et vinyle | Version digipack et vinyle            | Version digipack et vinyle | Version digipack et vinyle | Version digipack et vinyle | Version digipack et vinyle | Version digipack et vinyle | Version digipack et vinyle | Version digipack et vinyle | Version digipack et vinyle |
| No                         | Titre                                 | Durée                      |                            |                            |                            |                            |                            |                            |                            |
| -------------------------- | ------------------------------------- | -------------------------- | -------------------------- | -------------------------- | -------------------------- | -------------------------- | -------------------------- | -------------------------- | -------------------------- |
| 9.                         | The Night at Catafalque Manor         | 7:31                       |                            |                            |                            |                            |                            |                            |                            |
| 10.                        | Alison Hell (reprise par Annihilator) | 5:01                       |                            |                            |                            |                            |                            |                            |                            |
| 65:25                      |                                       |                            |                            |                            |                            |                            |                            |                            |                            |

## Musiciens
Membres du groupe
- Dani Filth : voix principale
- Richard Shaw : guitare
- Marek « Ashok » Šmerda : guitare
- Daniel Firth : guitare basse
- Lindsay Schoolcraft : voix de la narration
- Martin Marthus Škaroupka : batterie, synthétiseur, orchestration

Invitée
- Liv Kristine : voix féminine dans Vengeful Spirit

## Charts
| Classement (2017)                    | Meilleure position |
| ------------------------------------ | ------------------ |
| Australie (ARIA)                     | 53                 |
| Allemagne (Media Control AG)         | 15                 |
| Autriche (Ö3 Austria Top 40)         | 20                 |
| Belgique (Flandre Ultratop)          | 35                 |
| Belgique (Wallonie Ultratop)         | 42                 |
| Écosse (OCC)                         | 31                 |
| États-Unis (Independent Albums (en)) | 14                 |
| États-Unis (Hard Rock Albums)        | 15                 |
| Finlande (Suomen virallinen lista)   | 8                  |
| France (SNEP)                        | 110                |
| Hongrie (Mahasz)                     | 32                 |
| Royaume-Uni (UK Albums Chart)        | 50                 |
| Suisse (Schweizer Hitparade)         | 24                 |